# 집단적 자위권
집단적 자위권(集團的自衛權, 영어: right of collective self-defense, 프랑스어: droit de légitime défense collective)은 외국으로부터의 불법적 침해를 사전에 예방한다는 이유로 관련된 인접 국가의 분쟁에 개입하여 국가간 실력을 행사할 수 있는 권리이다.
일본은 제2차 세계 대전을 일으킨것에 대한 반성을 담아 일본국 헌법 제9조에서 교전권과 군대를 포기하고 자위권을 위해 자위대를 운영중이다. 일본의 보수세력은 집단적 자위권이 국제법적인 자위권에 포함되기 때문에 일본 헌법내에서 가능하다고 해석하면서 이런 헌법 해석에 반대하는 정치세력들과 논란을 빚고 있다.

## 한국에 대한 일본의 안보법 설명
일본에 대한 한국 국민들의 감정과 공포심으로 일본의 재무장에 대한 우려가 쏟아지고 있으나, 일본 측은, "일본 부대가 한국땅에 진입하기 위해서는 한국측의 허락을 받아야 한다."는 설명으로 논란에 대처했다. 일본 안보법의 "일본 안보를 지키기 위해서는 일본내부 뿐만 아니라 해외국가에서도 교전할 수 있어야 한다"는 '적극적 평화주의' 논리는 한국에서 논란을 불렀다. 그 해외국가 즉, 3국이 한국이 되지 말란법도 없기 때문이다. 그러나 일본은 "제3국으로 진입하기 위해서는 당사국의 동의가 필요하다"는 안보법의 조항으로 한국을 이해시키려는 노력을 보였다. 황교안 국무총리도 "우리 정부 동의 없이 일본의 진입은 불가능"이라며 국민들을 이해시켰다.

### 적극적 평화주의
일본 안보법을 뒷받침해주는 논리로, "일본 안보를 지키기 위해서는 일본내부 뿐만 아니라 해외국가에서도 교전할 수 있어야 한다"는 논리가 있다. 발달되는 현대 미사일 과학전과 초고속의 속력을 내는 무기 성능등으로 좁아진 21세기 지구촌 환경에서 작전지역이 일본 영역내로 한정되면 군사적인 문제에 부딪힐 수도 있다. 그렇기에 일본의 주장에 대한 근거가 되기도 한다. 군사기술적인 차원의 문제 때문에 일본의 안보법 개정에 힘과 명분을 실어줄 수 있다.

### 제3국의 동의
일본측의 입장은 항상 똑같았다. "제3국으로 진입하기 위해서는 당사국의 동의가 필요하다"는 안보법의 조항으로 한국측에 설명해왔다. 즉, 일본 병력,군사력등이 한국 영토에 진입하기 위해선 한국 정부의 동의가 필요한 것이다. 황교안 국무총리도 말했듯이 우리 정부의 동의 없이는 한국 영토에 진입하는 것은 불가능하다.

## 안보법의 순기능
한국에게는 없는 일본의 첨단 병기와 군사력을 빌릴 수 있는점이 장점이다. 예를 들어 AN/APY-2 조기경보기,4.5세대 전투기, SM-3 미사일,전자전기,고고도정찰기등 한국에게는 없는 첨단 병기등을 일본은 보유국이다. 안보에 필수적인 조건을 충족시킬 수 있는 순기능이 있다.

### 미사일 방어 체계 문제
- 한국 - 패트리엇 15km
- 미국 - SM-2 24km
- 러시아 - S-400 30km
- 프랑스 - 아스터 20km
- 일본 - SM-3 500km
- 미국 - SM-3 500km

### 미사일 요격 가능시간 문제
(중국 상해 - 일본 오키나와로 발사되는 공격 미사일 기준)
- 한국 - 패트리엇 : 1초~3초(포물선을 그리던 미사일이 떨어지기 직전)
- 미국 - 사드 : 60초
- 일본 - SM-3 : 260초 (전체시간 모두 요격가능)

### 이지스 체계의 차이 문제
- 일본 - (탐지)이지스함 레이다 : 260초
- 일본 - (요격)SM-3 미사일 : 260초
- 한국 - (탐지)세종대왕 이지스함 레이다 : 260초
- 한국 - (요격)SM-2 미사일 : 2~3초

## 안보법의 역기능
안보법 설명이 미흡했다는 지적이 있다. 실제로 일본 시민들의 인터뷰 반응에서도 알 수 있듯이, 안보법에 대해 깊은 이해를 하고 있는 비율은 적었으며 한국 여론에서도 우려가 일고 있다.

## 일본의 집단적 자위권의 허용범위
우방인 한국이 북한의 전면전 또는 국지전의 침략전쟁을 당할 경우, 일본 총리는 집단적 자위권을 행사할 것인가를 판단할 수 있으며, 행사하겠다고 일본 방위성에 지시한 경우, 일본 자위대는 다음의 작전을 한국, 미국 정부의 동의 없이 단독으로 시행할 수 있다.
- 북한 전역에 대한 미사일 발사: 탄도 미사일, 순항 미사일을 모두 자유롭게 발사할 수 있으며, 재래식탄두만이 아니라 핵탄두, 화학탄두, 생물학탄두도 발사할 수 있다. 일본은 NPT에 명시된 공식적인 핵보유국은 아니지만, 잠재적 핵보유 국가로서, 유사시 1주일이면 핵미사일 발사준비를 완료할 수 있다. 일본은 NPT에 가입해 핵무기를 사용하면 불법이지만, 유사시 일본 총리는 언제든지 조약을 정지시키거나 탈퇴할 수 있다. 일본 정부는 유사시 핵무기의 보유와 핵공격이 합법적이라고 주장한다. 아베 신조 총리는 관방 부장관이던 2002년 5월 13일, 와세다 대학교 공개강연에서 "일본이 원자탄을 갖는 건 헌법상 아무 문제가 없다"면서 "결심하면 1주일 이내에 핵무기를 가질 수 있다"고 말했다.[1] 원자탄이 합법적이라는 의미는 화학탄과 생물학탄은 당연히 합법적이라는 의미이다. 아베 신조 총리는 개별적 자위권, 집단적 자위권에 근거한 핵무기 보유와 핵공격은 국제법상, 일본 헌법상 합법적이라는 생각이다.

- 북한 전역에 대한 전투기 공습: 항공자위대의 전투기들이 대한민국의 영해를 침범하지 않는 조건에서, 일본 공군기지에서 이륙해 북한 전역을 타격하고 일본으로 귀환할 수 있다. 일본 공중급유기, 조기경보기를 이용할 수도 있다. 대형 항공기의 이착륙은 불가능하지만, 오키 공항에서의 전투기 출격이, 가장 북한에서 가깝다.

- 북한 전역에 대한 해병대 상륙작전: 일본 해병대가 일본에서 직접 북한 동해안과 서해안으로 상륙작전을 펼칠 수 있다. 이 경우에도 역시, 대한민국의 영해를 침범하지 않아야 한다. 대한민국 정부는 북한이 국제법상 대한민국 영토라고 주장하지만, 일본 정부는 북한은 별도의 국가라고 보기 때문에, 38선 이북은 대한민국 영토로 보지 않는다. 따라서 군사공격에 대한 대한민국 정부의 동의가 필요없다. 2015년 10월 20일, 나카타니 겐(中谷元) 일본 방위상이 서울에서 열린 한민구 국방장관과의 한·일국방장관회담에서 "“한국의 유효한 지배가 미치는 범위는 남북군사경계선의 남쪽”이며, "자위대가 북한에 진입할 때 한국의 동의가 반드시 필요한 것은 아니다"라고 말했다.[2]

- 북한에 대한 잠수함 작전: 북한 잠수함들을 일본 잠수함, 구축함, 대잠헬기 등이 공격할 수 있다.

- 북한에 대한 특수부대 작전: 소규모 또는 대규모의 특수부대를 공중, 해상을 통해 침투시켜 후방을 교란하거나, 필요한 소규모 비밀작전을 수행할 수 있다.

- 북한에 대한 지상군의 점령: 상륙작전을 통해 점령한 북한의 지역은, 일본이 국제법상 집단적 자위권에 근거하여 합법적으로 점령(Military occupation)한 것이 되어, 국제법상 일본 영토가 된다.

## 같이 보기
- 집단안전보장
- 자위권